# Liz Fraser
Liz Fraser, född Elizabeth Joan Winch 14 augusti 1930 i Southwark, London, död 6 september 2018 i Chelsea, London, var en brittisk skådespelerska.

## Rollista i urval
- 1956–1960 – Hancock's Half Hour (TV-serie)
- 1959 – Dina pengar är mina pengar
- 1960 – Det perfekta alibit
- 1961 – Oss muntra musikanter emellan
- 1963 – Krig och feg
- 1963 – Nu tar vi taxin
- 1971 – Krutgubbar
- 1975 – Nu tar vi romarna
- 1979 – The Great Rock 'n' Roll Swindle
- 1987 – Miss Marple (TV-serie)
- 1989 – Chicago Joe & the Showgirl
- 2000 – Last of the Summer Wine (TV-serie)
- 2018 – Morden i Midsomer (TV-serie)